# Rhipidura habibiei
Rhipidura habibiei (лат.) — вид воробьиных птиц из семейства веерохвостковых, описанный в 2020 году (вместе с девятью новыми видами и подвидами, эндемиками островов Уоллесии, открытыми в 2009—2013 годах).

## Распространение
Эндемики гористой части острова Пеленг (Индонезия).

## Описание
От других видов своего рода веерохвосток Rhipidura habibiei можно отличить по чёрной отметине под чёрным пятном на груди птицы, ярко-белому горлу и отчетливой вокализации при ухаживании.
Потенциальную угрозу для вида могут представлять сведение лесов и лесные пожары.